# Warm Waters
Warm Waters è un album discografico del sassofonista jazz statunitense Charles Lloyd, pubblicato dall'etichetta discografica Kapp Records nel 1971.

## Tracce
Lato A
1. All Life Is One – 3:42 (Charles Lloyd)
2. How Sweet – 2:22 (Charles Lloyd, Mike Love)
3. Memphis Belle – 2:33 (Charles Lloyd)
4. Freedom – 3:55 (Kenneth Jenkins)
5. Dear Dr. Ehret – 2:58 (Charles Lloyd)

Durata totale: 15:30
Lato B
1. Rusty Toy – 5:25 (Charles Lloyd)
2. New Anthem/Warm Waters – 8:35 (Charles Lloyd)
3. It's Getting Late/Malibu/Good Night – 4:40 (Charles Lloyd)

Durata totale: 18:40

## Musicisti
- Charles Lloyd - voce (in tutti i brani)
- Charles Lloyd - flauto soprano (brani: All Life Is One, New Anthem/Warm Waters e It's Getting Late/Malibu/Good Night)
- Charles Lloyd - flauto alto (brano: All Life Is One)
- Charles Lloyd - pianoforte elettrico (brano: How Sweet)
- Charles Lloyd - organo (brano: Memphis Belle)
- Charles Lloyd - sassofono tenore (brani: Memphis Belle, Dear Dr. Ehret e New Anthem/Warm Waters)
- Charles Lloyd - pianoforte (brani: Dear Dr. Ehret, Rusty Toy e New Anthem/Warm Waters)
- Dave Mason - chitarra a 12 corde (brano: All Life Is One)
- Dave Mason - chitarra acustica (brano: How Sweet)
- John Cipollina - chitarra steel (brani: All Life Is One e How Sweet)
- John Cipollina - chitarra elettrica (brano: Dear Dr. Ehret
- John Cipollina - chitarra space (brano: Rusty Toy)
- John Cipollina - chitarra slide (brano: It's Getting Late/Malibu/Good Night)
- Jesse Edwin Davis - chitarra solista (brano: Rusty Toy)
- Bill Wolff - prima chitarra solista (brano: Freedom)
- Bill Wolff - voce (brano: Freedom)
- Bill Wolff - chitarra solista (brano: It's Getting Late/Malibu/Good Night)
- Tom Trujillo - chitarra elettrica (brani: Memphis Belle, Dear Dr. Ehret e New Anthem/Warm Waters)
- Tom Trujillo - basso (brani: Memphis Belle, Rusty Toy e New Anthem/Warm Waters)
- Tom Trujillo - voce (brano: Freedom)
- Tom Trujillo - seconda chitarra solista (brano: Freedom)
- Tom Trujillo - chitarra ritmica (brani: Rusty Toy e It's Getting Late/Malibu/Good Night)
- Michael Cohen - pianoforte, organo (brano: It's Getting Late/Malibu/Good Night)
- Eric Sherman - violino (brano: All Life Is One)
- Kenneth Jenkins - basso (brani: Freedom e It's Getting Late/Malibu/Good Night)
- Kenneth Jenkins - voce (brano: Freedom)
- Woodrow Theus II - batteria (brani: Memphis Belle, Dear Dr. Ehret, Rusty Toy e New Anthem/Warm Waters)
- Woodrow Theus II - percussioni (brani: All Life Is One, Memphis Belle, Freedom, New Anthem/Warm Waters e It's Getting Late/Malibu/Good Night)
- James Zitro - voce (brano: Freedom)
- James Zitro - batteria (brani: Freedom e It's Getting Late/Malibu/Good Night)
- Mike Love - voce (brani: All Life Is One e How Sweet)
- Brian Wilson - voce (brano: All Life Is One)
- Carl Wilson - voce, sintetizzatore (brano: All Life Is One)
- Al Jardine - voce (brano: All Life Is One)
- Billy Cowsill - voce (brano: All Life Is One)
- Rhetta Hughes - voce (brani: All Life Is One, How Sweet, Rusty Toy e New Anthem/Warm Waters)
- Michael O'Gara - voce (brano: All Life Is One)[1][2]

Note aggiuntive:
- Charles Lloyd - produttore
- Eric Sherman, Paul Ford e Joan Lloyd - assistenti alla produzione
- Registrazioni effettuate al Malibu Road, Brother Studios, A&M, Poppi ed al Village Recorders
- Gary Umer - ingegnere della registrazione (Malibu Road)
- Stephen Dasper - ingegnere della registrazione (Brother Studios)
- Henry Lewy - ingegnere della registrazione (A&M)
- Norman Johnson - ingegnere della registrazione (Poppi)[3]